# Lijst van Belgische adelsverheffingen 1954
Personen die in 1954 in de Belgische adel opgenomen werden of een adellijke titel ontvingen.

## Graaf
- Baron Edmond Carton de Wiart, grootmaarschalk aan het hof, de titel graaf, overdraagbaar op alle afstammelingen. Hij had een enige dochter.
- Jonkheer Hugues de Hemptinne (1937- ), de titel graaf, overdraagbaar bij eerstgeboorte.
- Graaf Etienne de Lichtervelde (1928-2009), uitbreiding van zijn titel tot al zijn afstammelingen.

## Gravin
- Elisabeth (1939- ), Prisca (1941-1982), Michèle (1944- ) en Nathalie (1947- ) de la Boëssière, dochters van markies Marc de la Boëssière (1911-1962) en gravin Renée Carton de Wiart (1918- ), de titel van gravin.

## Baron
- Jonkheer Alfred van Caubergh (1891-1972), luitenant-generaal, titel van baron, overdraagbaar bij eerstgeboorte.
- Jonkheer Paul-Henry Gendebien (1939- ), volksvertegenwoordiger, de titel van baron, overdraagbaar bij eerstgeboorte.
- Jonkheer Jean-François Gendebien (1942- ), de titel van baron, overdraagbaar bij eerstgeboorte.
- Jonkheer Bernard de Meester de Ravestein (1908-1993), de titel baron, overdraagbaar bij eerstgeboorte.
- Jonkheer Albert Michotte (1881-1965), hoogleraar Leuven, de titel baron, overdraagbaar bij eerstgeboorte.
- Jonkheer Alain de la Motte Baraffe (1925- ), de titel baron, overdraagbaar bij eerstgeboorte.
- Jonkheer Edouard de Streel (1896-1981), diplomaat, de titel baron, overdraagbaar bij eerstgeboorte.

## Ridder
- William Grisar (1891-1962), erfelijke adel en persoonlijke titel ridder.
- Jonkheer Paul Nève de Mévergnies (1882-1959), hoogleraar Luik, de titel ridder, overdraagbaar bij eerstgeboorte.
- Guy-Marie-Camille de Pierpont (1893-1954), advocaat, erfelijke adel en de titel ridder, overdraagbaar bij eerstgeboorte.
- Augustin Roberti (1899-1976), ondervoorzitter van de Christelijke Volkspartij, erfelijke adel en de titel ridder, overdraagbaar bij eerstgeboorte.
- Pieter Smidt van Gelder (1878-1956), kunstmecenas, erfelijke adel en de persoonlijke titel ridder. Geen nakomelingen.

## Jonkheer
- Hector Destella (1869-1955), hoogleraar Gent, erfelijke adel.
- Léon van der Essen (1883-1963), persoonlijke adel.
- Alfred van der Essen (1914-2005), erfelijke adel.
- Henri Lambert de Rouvroit, erfelijke adel.

## Jonkvrouw
- Valérie Roelants du Vivier (1915- ), weduwe van jonkheer Adhémar de Hemptinne (1908 - Ladelund, 1944), persoonlijke adel met machtiging de titel gravin te voeren voor de naam van haar man.